# Prithvirajsing Roopun
Prithvirajsing Roopun, conosciuto con il nome di Pradeep Roopun (Quatre Bornes, 24 maggio 1959), è un politico mauriziano, Presidente di Mauritius dal 2019 al 2024.